# آنوش یغیازاریان
آنوش یغیازاریان (ارمنی: Անուշ Կարապետի Եղիազարյան; انگلیسی: Anush Yeghiazaryan؛ زادهٔ ۱۵ ژوئن ۱۹۶۵) یک نقاش اهل ارمنستان استاد افتخاری دانشگاه دولتی پرورشی مسکو (۲۰۱۶) است. 

## زندگی‌نامه
آنوش در ایروان ارمنستان در خانواده هنرمند افتخاری جمهوری ارمنستان و مدیر مدرسه ارمنی هنر بافندگی کاراپت یغیازاریان به دنیا آمد وی در بین سال‌های ۱۹۸۴ تا ۱۹۹۰ در بخش گرافیک آکادمی دولتی هنرهای زیبای ارمنستان تحصیل نموده است.